# فاطمه، فاطمه است
فاطمه فاطمه است نامی است که کتابِ متنِ گفتارِ ۱۴ تیرِ ۱۳۵۰ علی شریعتی در حسینیه ارشاد بدان نام گرفت.
این کتاب به چندین زبان ترجمه شده‌است.

## متن
متنِ این کتاب سالِ ۱۳۶۰ در جلدِ ۲۱ مجموعهٔ آثار شریعتی (زن) گنجانده شد.

### زن(۱۳۶۰)
۱-فاطمه فاطمه است: این بخش، نخست به صورت سخنرانی در تاریخ ۱۳۵۰/۰۴/۱۴ در تالار حسینیه‌ی ارشاد ارائه شده و سپس توسط دکتر شریعتی تکمیل گردیده و به صورت کتاب درآمده است.
۲-انتظار عصر حاضر از زن مسلمان: این سخنرانی در تاریخ ۱۳۵۱/۰۴/۰۴ در تالار حسینیه‌ی ارشاد عرضه شد و متن موجود در این مجموعه از روی نوار سخنرانی پیاده شده است.
۳-سمینار زن: این بخش شامل سخنان دکتر شریعتی است که در سمینار زن در ایام فاطمیه‌ی سال ۱۳۵۱ (۲۴،۲۳،۲۲ تیرماه) ایراد شده است. در سمینار مزبور، دکتر شریعتی علاوه بر نظرات خود به جمع‌بندی و توضیح برخی از نظرات سخنرانان دیگر نیز پرداخته است.
۴-ضمیمه‌ها: این بخش از یک قسمت تشکیل شده است که عبارت است از متنی که یک نوار خصوصی پیاده شده است. این گفت‌وگو در زمستان سال ۱۳۵۵ (پس از آزادی دکتر از زندان) انجام گرفته و تحت عنوان «حجاب» معروف شده است. در این قسمت موضوعات مختلفی مورد بحث قرار می‌گیرد ولی چون قسمت اعظم آن با مطالب بخش‌های اصلی هماهنگی و نزدیکی دارد، به این مجموعه ضمیمه شده است.
در بخش پایانی و مشهورترین بخش این سخنرانی، شریعتی چنین می‌گوید:

خواستم بگویم فاطمه دختر خدیجهٔ بزرگ است، دیدم فاطمه نیست.

خواستم بگویم که فاطمه دختر محمد  است، دیدم که فاطمه نیست.

خواستم بگویم که فاطمه همسر علی است، دیدم که فاطمه نیست.

خواستم بگویم که فاطمه مادر حسنین است، دیدم که فاطمه نیست.

خواستم بگویم که فاطمه مادر زینب است، باز دیدم که فاطمه نیست.

نه، این‌ها همه هست و این‌همه فاطمه نیست.فاطمه فاطمه است.